# Rivière du Sud (rivière Eaton Nord)
Pour les articles homonymes, voir Rivière du Sud.
La rivière du Sud est un tributaire de la rive sud de la rivière Eaton Nord dont le courant se déverse successivement dans la rivière Eaton, la rivière Saint-François, puis la rive sud du Fleuve Saint-Laurent.
La rivière du Sud coule dans les municipalités de Saint-Mathias-de-Bonneterre et de Newport, dans la municipalité régionale de comté (MRC) Le Haut-Saint-François, dans la région administrative de l'Estrie, au Québec, au Canada.

## Géographie
Les bassins versants voisins de la rivière du Sud sont :
- côté nord : rivière Eaton Nord, ruisseau Ditton Ouest;
- côté est : rivière Eaton Nord, ruisseau Poilu, ruisseau Mining;
- côté sud : frontière canado-américaine ;
- côté ouest : ruisseau Lyon, rivière Eaton, rivière Eaton Nord.

La rivière du sud prend sa source d'un petit lac de montagne entouré de marais. Ce lac est situé dans la partie est de la municipalité de Saint-Mathias-de-Bonneterre (presque à la limite de Chartierville). Il est à 0,8 km au nord-ouest de la frontière canado-américaine.
À partir de sa source, la rivière du Sud descend sur 10,3 km vers le sud entièrement en zone forestière, avec une dénivellation de 190 m selon les segments suivants :
- 4,3 km d'abord vers l'est en longeant la frontière, puis vers le nord, jusqu'à la route 210⁣ ;
- 6,0 km vers le nord-ouest, jusqu'à son embouchure. Note : Une route forestière longe ce segment.

La rivière du Sud se déverse sur la rive sud de la rivière Eaton Nord à 1,9 km en amont de l'embouchure du ruisseau Christmas (venant du nord-ouest).

## Toponymie
Le toponyme rivière du Sud a été officialisé le 5 décembre 1968 à la Commission de toponymie du Québec.